# Fileu
|  | Per a altres significats, vegeu «Fileu (arquitecte)». |

Fileu (en grec antic: Φυλεύς) va ser un heroi, fill d'Augias, rei de l'Èlida.
Va participar en la cacera de senglar de Calidó. Quan el seu pare discutia amb Hèracles sobre la remuneració que demanava per haver netejat els estables, va fer costat a l'heroi contra Augias i el seu pare el va desterrar. Es va instal·lar a l'illa de Dulíquion, propera a Ítaca. Es va casar amb Timandra, amb qui va tenir un fill anomenat Meges, i una filla, Euridamia, que més tard es va casar amb l'endeví Poliïdos. Quan Hèracles va matar els Moliònides i va ocupar Elis, va matar Augies i va establir Fileu en el tron de la ciutat. Ell, segons Pausànias, el va cedir als seus germans i se'n va tornar a Dulíquion.